# Richea
Genre
Classification phylogénétique
Richea est un genre de plantes à fleurs de la famille des Ericaceae. Il comprend 11 espèces. Neuf  sont endémiques à la Tasmanie et les deux autres sont endémiques au sud-est du continent australien.

## Espèces
- Richea acerosa (Lindl.) F.Muell.
- Richea alpina Menadue
- Richea continentis B.L.Burtt
- Richea dracophylla R.Br.
- Richea gunnii Hook.f.

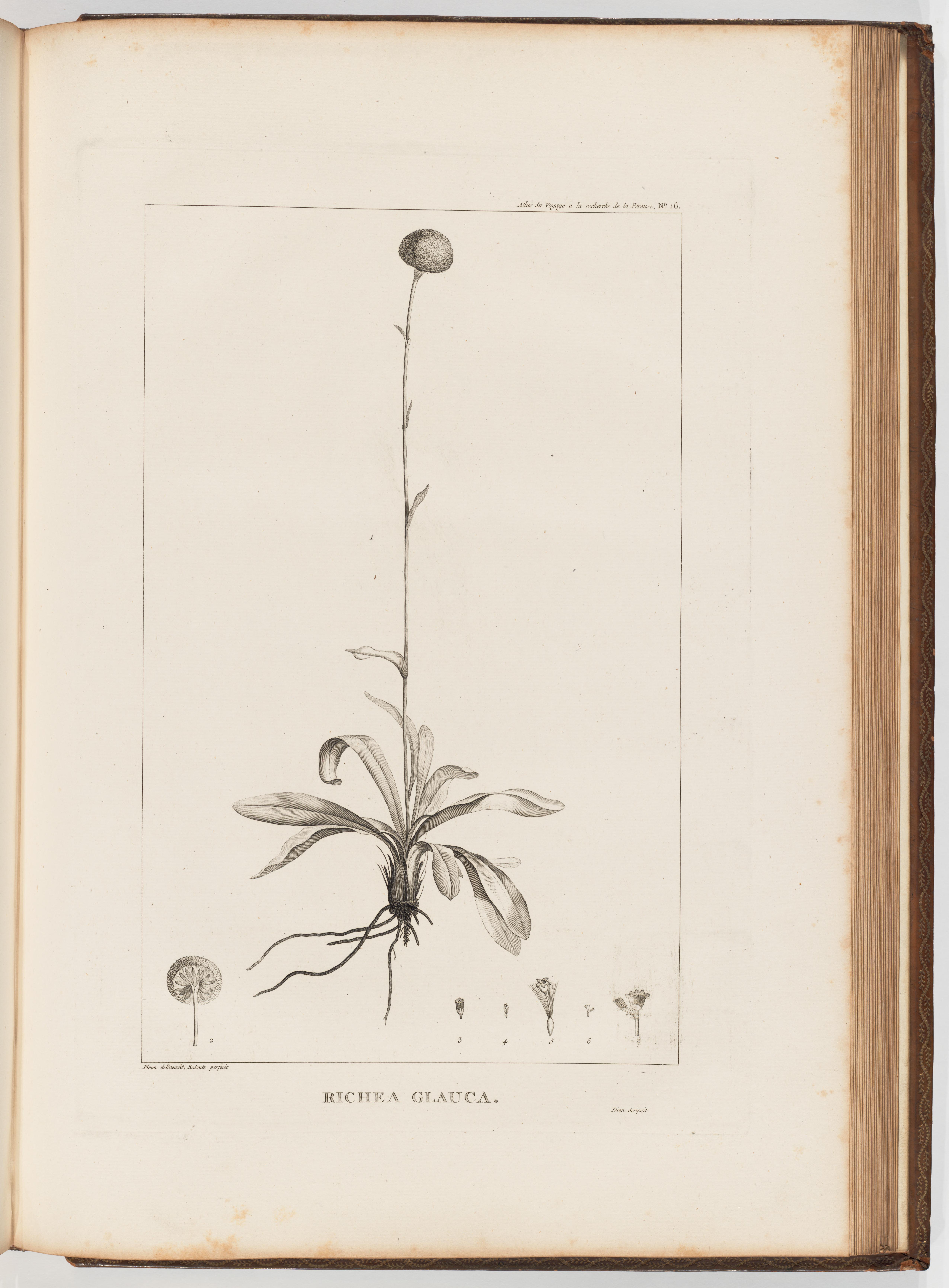
Richea glauca, planche botanique, atlas Lapérouse, 1792.

- Richea milliganii (Hook.f.) F.Muell.
- Richea pandanifolia Hook.f.
- Richea procera (F.Muell.) F.Muell.
- Richea scoparia Hook.f.
- Richea sprengelioides (R.Br.) F.Muell.
- Richea victoriana Menadue